# Psorotichia diffracta
Psorotichia diffracta är en lavart som först beskrevs av William Nylander och som fick sitt nu gällande namn av Forssell. 
Psorotichia diffracta ingår i släktet Psorotichia och familjen Lichinaceae. Inga underarter finns listade i Catalogue of Life.